# SN Refsdal
SN Refsdal es la primera supernova detectada con lentes múltiples, visible dentro del campo del cúmulo de galaxias MACS J1149+2223. Recibió su apodo en honor al astrofísico noruego Sjur Refsdal, quien, en 1964, propuso por primera vez el uso de imágenes retardadas desde una supernova con lente para estudiar la expansión del universo. Las observaciones se hicieron usando el telescopio espacial Hubble.

## Cruz de Einstein
La galaxia anfitriona de SN Refsdal está en un corrimiento al rojo de 1.49, correspondiente a una distancia conocida de 14.400 millones de años luz y un tiempo de retroceso de 9.340 millones de años. Las múltiples imágenes están dispuestas alrededor de la galaxia elíptica en z=0.54 en un patrón en forma de cruz, también conocido como una "cruz de Einstein".

## Reaparición

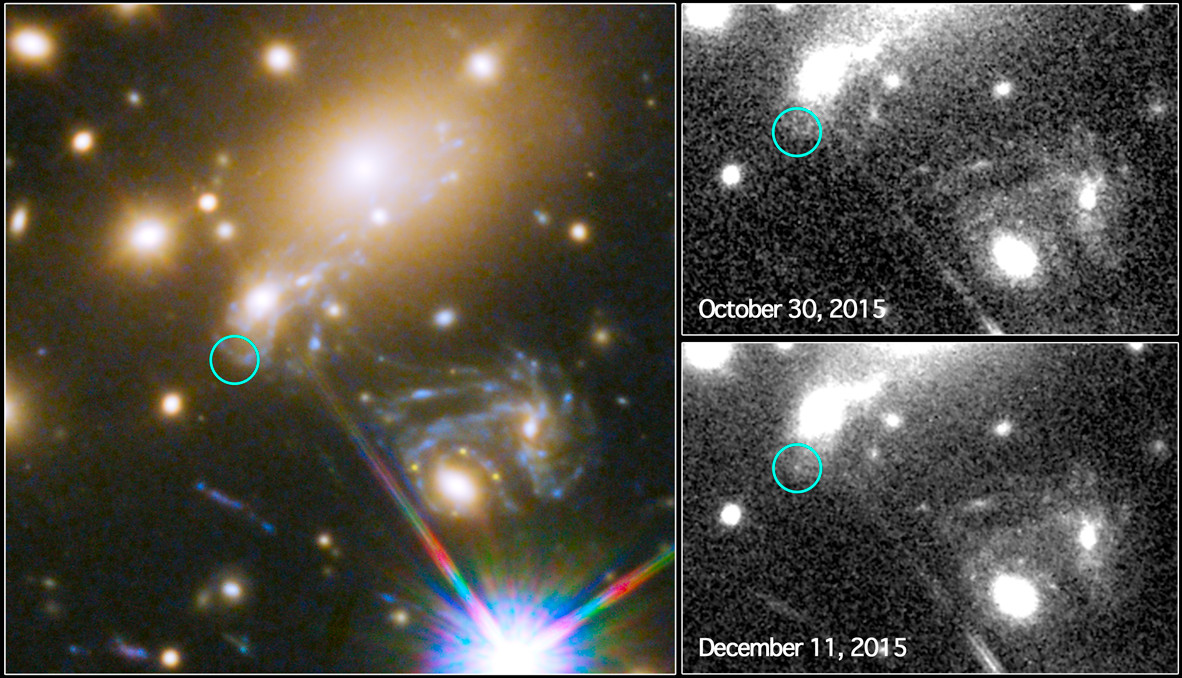
La imagen a la izquierda muestra una parte de la observación de campo profundo del cúmulo de galaxias MACS J1149.5+2223 del programa Frontier Fields. El círculo indica la posición pronosticada de la apariencia más nueva de la supernova. En la parte inferior derecha, el evento cruzado de Einstein desde finales de 2014 es visible. La imagen en la parte superior derecha muestra las observaciones de Hubble de octubre de 2015, tomadas al comienzo del programa de observación para detectar la apariencia más nueva de la supernova. La imagen de la esquina inferior derecha muestra el descubrimiento de Refsdal Supernova el 11 de diciembre de 2015, según lo predicho por varios modelos diferentes.

Después del descubrimiento de Refsdal, los astrónomos predijeron que tendrían la rara oportunidad de ver la supernova nuevamente en aproximadamente un año, después de que las cuatro imágenes se desvanecieran. Esto se debe a que el patrón de cuatro imágenes observado inicialmente era solo un componente de la pantalla de lente. La supernova puede haber aparecido como una sola imagen hace unos 40 o 50 años en cualquier otra parte del campo del clúster.
La supernova Refsdal reapareció puntualmente en la posición prevista entre mediados de noviembre de 2015 y el 11 de diciembre de 2015 (con la fecha exacta siendo incierta por aproximadamente un mes, que es el intervalo entre dos observaciones consecutivas de Hubble), en excelente acuerdo con las predicciones del modelo ciego hechas antes de que se observara la reaparición. El tiempo de retraso entre el cuadruplete original observado en 2014 y la última aparición de la supernova en 2015 se utilizó para inferir el valor de la constante de Hubble. Esta es la primera vez que esta técnica, originalmente sugerida por Refsdal, se ha aplicado a las supernovas.